# Józef (Bałabanow)
Józef, imię świeckie Igor Anatoliewicz Bałabanow (ur. 31 stycznia 1954 w Kaszyrze) – biskup Rosyjskiego Kościoła Prawosławnego.

## Życiorys
Od dzieciństwa uczestniczył w życiu parafii Świętych Flora i Ławra w Kaszyrze. Po ukończeniu szkoły średniej i odbyciu służby wojskowej wstąpił do seminarium duchownego w Moskwie, który przedterminowo ukończył, z wysokimi wynikami w 1978. Rozpoczął następnie studia teologicznej w Moskiewskiej Akademii Duchownej. Jako student złożył 5 marca 1979 śluby zakonne małej schimy przed metropolitą krutickim i kołomieńskim Juwenaliuszem. Przyjął imię Józef na cześć św. Józefa. Cztery dni później ten sam hierarcha udzielił mu święceń diakońskich w cerkwi Zaśnięcia Matki Bożej w Monasterze Nowodziewiczym. 23 kwietnia 1981 metropolita Juwenaliusz wyświęcił hierodiakona Józefa (Bałabanowa) na hieromnicha. Rok później za dotychczasową służbę został nagrodzony prawem noszenia krzyża napierśnego.
30 września 1982 został skierowany do parafii św. Eliasza w Sierpuchowie. Od 13 lipca roku następnego był dziekanem dekanatu sierpuchowskiego. Na terenie dekanatu zajmował się restauracją zniszczonych cerkwi, ponownym adaptowaniem ich do użytku liturgicznego i ożywianiem życia parafialnego. 19 marca 1984 ponownie został proboszczem parafii św. Eliasza. W 1987 otrzymał godność archimandryty. 28 lutego 1991 został wyznaczony na przełożonego odnowionego Monasteru Wysockiego w Sierpuchowie. Doprowadził tam do odbudowy życia zakonnego po zniszczeniach okresu radzieckiego. Wznowił również kult Ikony Matki Bożej „Niewyczerpany Kielich”.
28 grudnia 1998 otrzymał nominację na biskupa uglickiego, wikariusza eparchii jarosławskiej i rostowskiej. Jego chirotonia biskupia miała miejsce 31 stycznia 1999 w soborze Objawienia Pańskiego w Moskwie. 7 października 2002 został biskupem ordynariuszem nowo powołanej eparchii birobidżańskiej i kuldurskiej, obejmującej Żydowski Obwód Autonomiczny. W 2013 otrzymał godność arcybiskupa. Dwa lata później został przeniesiony na katedrę kurgańską, a następnie otrzymał godność metropolity.
30 sierpnia 2019 r. przeniesiony na katedrę symbirską, na której pozostał przez niecały rok – 25 sierpnia 2020 r. Święty Synod wyznaczył go na metropolitę ułan-udeńskiego i buriackiego.